# Stichopathes gravieri
Stichopathes gravieri is een Antipathariasoort uit de familie van de Antipathidae. De wetenschappelijke naam van de soort is voor het eerst geldig gepubliceerd in 2006 door Molodtsova.